# 张明心
张明心（1952年6月18日—），俗名张鑫菊，女，汉族，四川彭州人，中国道士，现任中国道教协会副会长，青城山道教学院院长，四川省政协常委。